# Czwórkowy system liczbowy
Czwórkowy system liczbowy – pozycyjny system liczbowy, w którym podstawą jest liczba 4. Do zapisu liczb są potrzebne 4 cyfry: 0, 1, 2 i 3.

## Powiązania z systemem binarnym
Podobnie jak ósemkowy i szesnastkowy system liczbowy, system czwórkowy jest silnie powiązany z systemem binarnym. Każda z podstaw 4, 8 i 16 jest potęgą liczby 2. Oznacza to, że konwersja pomiędzy tymi systemami a systemem binarnym sprowadza się do mapowania każdej z cyfr na 2, 3 lub 4 cyfry binarne, lub bity. Na przykład, w systemie czwórkowym,
302104 = 11001001002.

## Krzywa Hilberta
Liczby w systemie czwórkowym mają zastosowanie przy reprezentacji płaskich krzywych Hilberta. W tym celu liczbę rzeczywistą z przedziału od 0 do 1 należy przekształcić do systemu czwórkowego. Każda kolejna pojedyncza cyfra wyniku wskazuje kolejną pod-ćwiartkę, w której się ona znajduje.

## Genetyka
Można zauważyć pewną analogię pomiędzy systemem czwórkowym a kodem genetycznym w DNA. Cztery nukleotydy w kolejności alfabetycznej, skrócone do A, C, G i T, mogą być użyte do przedstawienia cyfr czwórkowych 0, 1, 2 i 3. W takim kodowaniu, komplementarne pary cyfr 0↔3, i 1↔2 (dwójkowi 00↔11 i 01↔10), odpowiadają komplementarnym parom zasad: A↔T i C↔G, które można przechowywać jako dane w sekwencjach DNA.
Na przykład, sekwencja nukleotydów ATTACCA można zapisać w czwórkowym systemie liczbowym jako 2033010 (dziesiętnik 9156).

## Transmisja danych
System czwórkowy ma zastosowanie w transmisji danych od wynalezienia telegrafu np. ISDN używa kodowania liniowego 2B1Q.